# Teucrium freynii
Teucrium freynii là một loài thực vật có hoa trong họ Hoa môi. Loài này được E.Rev. ex Willk. miêu tả khoa học đầu tiên năm 1893.